# Temporada 2016 de IndyCar Series
La temporada 2016 de la Verizon IndyCar Series fue la temporada número 21 de la serie IndyCar y la 105° del campeonato de monoplazas de Estados Unidos. El campeón defensor de la serie era el neozelandés Scott Dixon, mientras que el ganador defensor de las 500 millas de Indianapolis era Juan Pablo Montoya. Por su parte, Chevrolet defenderá su título como motorista campeón.
El campeonato inició el 13 de marzo en la ciudad de San Petersburgo, Florida, y terminó el 18 de septiembre en Sonoma, California. Su principal evento, como lo es habitual, fue la edición 100° edición de las 500 millas de Indianapolis, que se realizó el domingo 29 de mayo.

## Equipos y pilotos
- Todos los equipos utilizaron un chasis proporcionado por Dallara, pudiendo elegir la suministración de motores de Chevrolet y Honda.

| Equipo                                       | Motor     | No. | Piloto(s)           | Fecha(s)          |
| -------------------------------------------- | --------- | --- | ------------------- | ----------------- |
| A. J. Foyt Enterprises                       | Honda     | 14  | Takuma Satō         | Todas             |
| A. J. Foyt Enterprises                       | Honda     | 35  | Alex Tagliani       | 5–6               |
| A. J. Foyt Enterprises                       | Honda     | 41  | Jack Hawksworth     | Todas             |
| Andretti Autosport                           | Honda     | 26  | Carlos Muñoz        | Todas             |
| Andretti Autosport                           | Honda     | 27  | Marco Andretti      | Todas             |
| Andretti Autosport                           | Honda     | 28  | Ryan Hunter-Reay    | Todas             |
| Andretti Autosport                           | Honda     | 29  | Townsend Bell       | 6                 |
| Andretti Herta Autosport with Curb Agajanian | Honda     | 98  | Alexander Rossi (N) | Todas             |
| Chip Ganassi Racing                          | Chevrolet | 8   | Max Chilton (N)     | Todas             |
| Chip Ganassi Racing                          | Chevrolet | 9   | Scott Dixon         | Todas             |
| Chip Ganassi Racing                          | Chevrolet | 10  | Tony Kanaan         | Todas             |
| Chip Ganassi Racing                          | Chevrolet | 42  | Charlie Kimball     | 6                 |
| Chip Ganassi Racing                          | Chevrolet | 83  | Charlie Kimball     | 1–5, 7–16         |
| Dale Coyne Racing                            | Honda     | 18  | Conor Daly (N)      | 1-12, 14-16       |
| Dale Coyne Racing                            | Honda     | 88  | Conor Daly (N)      | 13                |
| Dale Coyne Racing                            | Honda     | 19  | Luca Filippi        | 1–4, 11           |
| Dale Coyne Racing                            | Honda     | 19  | Gabby Chaves        | 5–10, 14          |
| Dale Coyne Racing                            | Honda     | 19  | RC Enerson (N)      | 12, 15-16         |
| Dale Coyne Racing                            | Honda     | 19  | Pippa Mann          | 13                |
| Dale Coyne Racing                            | Honda     | 63  | Pippa Mann          | 6                 |
| Dreyer & Reinbold Racing                     | Chevrolet | 24  | Sage Karam          | 6                 |
| Ed Carpenter Racing                          | Chevrolet | 6   | J. R. Hildebrand    | 5–6               |
| Ed Carpenter Racing                          | Chevrolet | 20  | Ed Carpenter        | 2, 6, 10, 13–14   |
| Ed Carpenter Racing                          | Chevrolet | 20  | Spencer Pigot (N)   | 7–9, 11–12, 15–16 |
| Ed Carpenter Racing                          | Chevrolet | 21  | Josef Newgarden     | Todas             |
| Jonathan Byrd's Racing                       | Honda     | 88  | Bryan Clauson       | 6                 |
| KVSH Racing                                  | Chevrolet | 11  | Sébastien Bourdais  | Todas             |
| KVSH Racing                                  | Chevrolet | 25  | Stefan Wilson (N)   | 6                 |
| Lazier Burns Racing                          | Chevrolet | 4   | Buddy Lazier        | 6                 |
| Pirtek Team Murray                           | Chevrolet | 61  | Matthew Brabham (N) | 5–6               |
| Rahal Letterman Lanigan Racing               | Honda     | 15  | Graham Rahal        | Todas             |
| Rahal Letterman Lanigan Racing               | Honda     | 16  | Spencer Pigot (N)   | 1, 5–6            |
| Schmidt Peterson Motorsports                 | Honda     | 5   | James Hinchcliffe   | Todas             |
| Schmidt Peterson Motorsports                 | Honda     | 7   | Mikhail Aleshin     | Todas             |
| Schmidt Peterson Motorsports                 | Honda     | 77  | Oriol Servià        | 6                 |
| Team Penske                                  | Chevrolet | 2   | Juan Pablo Montoya  | Todas             |
| Team Penske                                  | Chevrolet | 3   | Hélio Castroneves   | Todas             |
| Team Penske                                  | Chevrolet | 12  | Oriol Servià        | 1                 |
| Team Penske                                  | Chevrolet | 12  | Will Power          | 2–16              |
| Team Penske                                  | Chevrolet | 22  | Simon Pagenaud      | All               |

## Calendario
El calendario 2016 fue anunciado el 27 de octubre de 2015.
| Rd. | Fecha                    | Nombre de la carrera                          | Circuito                                     | Ciudad                    |
| --- | ------------------------ | --------------------------------------------- | -------------------------------------------- | ------------------------- |
| 1   | 13 de marzo              | Firestone Grand Prix of St. Petersburg        | Circuito callejero de San Petersburgo        | San Petersburgo (Florida) |
| 2   | 2 de abril               | Desert Diamond West Valley Phoenix Grand Prix | Phoenix International Raceway                | Avondale (Arizona)        |
| 3   | 17 de abril              | 42nd Toyota Grand Prix of Long Beach          | Circuito callejero de Long Beach             | Long Beach (California)   |
| 4   | 24 de abril              | Honda Indy Grand Prix of Alabama              | Barber Motorsports Park                      | Birmingham (Alabama)      |
| 5   | 14 de mayo               | Angie's List Grand Prix of Indianapolis       | Indianapolis Motor Speedway (Circuito mixto) | Speedway (Indiana)        |
| 6   | 29 de mayo               | 100th Indianapolis 500 presented by PennGrade | Indianapolis Motor Speedway (Óvalo}          | Speedway (Indiana)        |
| 7   | 4 de junio               | Chevrolet Indy Dual in Detroit                | Belle Isle Park                              | Detroit (Michigan)        |
| 8   | 5 de junio               | Chevrolet Indy Dual in Detroit                | Belle Isle Park                              | Detroit (Michigan)        |
| 9   | 26 de junio              | Grand Prix of Road America                    | Road America                                 | Elkhart Lake (Wisconsin)  |
| 10  | 10 de julio              | Iowa Corn 300                                 | Iowa Speedway                                | Newton (Iowa)             |
| 11  | 17 de julio              | Honda Indy Toronto                            | Circuito callejero de Toronto                | Toronto                   |
| 12  | 31 de julio              | Honda Indy 200                                | Mid-Ohio Sports Car Course                   | Lexington (Ohio)          |
| 13  | 21 de agosto             | ABC Supply 500                                | Pocono Raceway                               | Long Pond (Pensilvania)   |
| 14  | 11 de junio/27 de agosto | Firestone 600                                 | Texas Motor Speedway                         | Fort Worth (Texas)        |
| 15  | 4 de septiembre          | Grand Prix at The Glen                        | Watkins Glen International                   | Watkins Glen (Nueva York) |
| 16  | 18 de septiembre         | GoPro Grand Prix of Sonoma                    | Sonoma Raceway                               | Sears Point (California)  |

     Óvalos
     Circuitos permanentes/circuitos callejeros

### Cambios
- El Gran Premio de Boston fue anunciado a finales de mayo de 2015. Estaba programada para el fin de semana de Labor Day, el 4 de septiembre de 2016. Sin embargo, el 29 de abril de 2016, periódicos de Boston anunciaron que la carrera fue cancelada, debido al desgaste de la relación entre los promotores de la carrera y el gobierno local.[28] El 13 de mayo de 2016, IndyCar anunció que Watkins Glen reemplazará a Boston.[29]
- IndyCar no regresará a NOLA Motorsports Park ni a Milwaukee Mile en 2016 debido a dificultades con los promotores.[30] Auto Club Speedway en Fontana también fue excluido del calendario 2016 al no haber un acuerdo en la fecha, por lo que la Triple Corona de la IndyCar no se llevará a cabo.[30]
- Toronto vuelve en 2016 en su fecha original de julio, y se disputará como fecha única.
- El regreso de Road America al calendario de la IndyCar fue anunciado el 8 de agosto de 2015. Se correrá el 26 de junio de 2016.[31]
- Se anunció que la IndyCar retornará a Phoenix International Raceway en 2016.[32]

## Resultados
| Ronda | Carrera          | Mapa del Circuito        | Pole position     | Vuelta rápida     | Más vueltas lideradas | Piloto ganador     | Piloto ganador          | Piloto ganador |
| Ronda | Carrera          | Mapa del Circuito        | Pole position     | Vuelta rápida     | Más vueltas lideradas | Piloto             | Escudería               | Motor          |
| ----- | ---------------- | ------------------------ | ----------------- | ----------------- | --------------------- | ------------------ | ----------------------- | -------------- |
| 1     | San Petersburgo  | San Petersburgo, Florida | Will Power        | Josef Newgarden   | Simon Pagenaud        | Juan Pablo Montoya | Penske                  | Chevrolet      |
| 2     | Phoenix          | Avondale, Arizona        | Hélio Castroneves | Tony Kanaan       | Scott Dixon           | Scott Dixon        | Chip Ganassi            | Chevrolet      |
| 3     | Long Beach       | Long Beach, California   | Hélio Castroneves | Charlie Kimball   | Hélio Castroneves     | Simon Pagenaud     | Penske                  | Chevrolet      |
| 4     | Birmingham       | Birmingham, Alabama      | Simon Pagenaud    | Scott Dixon       | Simon Pagenaud        | Simon Pagenaud     | Penske                  | Chevrolet      |
| 5     | Indianapolis GP  | Speedway, Indiana        | Simon Pagenaud    | Alexander Rossi   | Simon Pagenaud        | Simon Pagenaud     | Penske                  | Chevrolet      |
| 6     | Indianapolis 500 | Speedway, Indiana        | James Hinchcliffe | Alexander Rossi   | Ryan Hunter-Reay      | Alexander Rossi    | Andretti                | Honda          |
| 7     | Detroit 1        | Detroit, Míchigan        | Simon Pagenaud    | Scott Dixon       | Simon Pagenaud        | Sébastien Bourdais | KVSH                    | Chevrolet      |
| 8     | Detroit 2        | Detroit, Míchigan        | Simon Pagenaud    | Josef Newgarden   | Simon Pagenaud        | Will Power         | Penske                  | Chevrolet      |
| 9     | Road America     | Elkhart Lake, Wisconsin  | Will Power        | Max Chilton       | Will Power            | Will Power         | Penske                  | Chevrolet      |
| 10    | Iowa             | Newton, Iowa             | Simon Pagenaud    | Josef Newgarden   | Josef Newgarden       | Josef Newgarden    | Ed Carpenter            | Chevrolet      |
| 11    | Toronto          | Toronto, Ontario         | Scott Dixon       | Hélio Castroneves | Scott Dixon           | Will Power         | Penske                  | Chevrolet      |
| 12    | Mid-Ohio         | Lexington, Ohio          | Simon Pagenaud    | Will Power        | Mikhail Aleshin       | Simon Pagenaud     | Penske                  | Chevrolet      |
| 13    | Pocono           | Long Pond, Pensilvania   | Mikhail Aleshin   | Will Power        | Mikhail Aleshin       | Will Power         | Penske                  | Chevrolet      |
| 14    | Texas            | Fort Worth, Texas        | Carlos Muñoz      | Scott Dixon       | James Hinchcliffe     | Graham Rahal       | Rahal Letterman Lanigan | Honda          |
| 15    | Watkins Glen     | Watkins Glen, Nueva York | Scott Dixon       | Tony Kanaan       | Scott Dixon           | Scott Dixon        | Chip Ganassi            | Chevrolet      |
| 16    | Sonoma           | Sonoma, California       | Simon Pagenaud    | Tony Kanaan       | Simon Pagenaud        | Simon Pagenaud     | Penske                  | Chevrolet      |

## Campeonatos

### Campeonato de Pilotos
| Pos. | Piloto             | STP | PHX | LBH | ALA | IGP | INDY | DET | DET | ROA | IOW | TOR | MDO | POC | TEX | WGL | SNM | Puntos |
| ---- | ------------------ | --- | --- | --- | --- | --- | ---- | --- | --- | --- | --- | --- | --- | --- | --- | --- | --- | ------ |
| 1    | Simon Pagenaud     | 2*  | 2   | 1   | 1*  | 1*  | 198  | 13* | 2*  | 13  | 4   | 9   | 1   | 18  | 4   | 7   | 1*  | 659    |
| 2    | Will Power         | Wth | 3   | 7   | 4   | 19  | 106  | 20  | 1   | 1*  | 2   | 1   | 2   | 1   | 8   | 20  | 20  | 532    |
| 3    | Hélio Castroneves  | 4   | 11  | 3*  | 7   | 2   | 119  | 5   | 14  | 5   | 13  | 2   | 15  | 19  | 5   | 3   | 7   | 504    |
| 4    | Josef Newgarden    | 22  | 6   | 10  | 3   | 21  | 32   | 14  | 4   | 8   | 1*  | 22  | 10  | 4   | 22  | 2   | 6   | 502    |
| 5    | Graham Rahal       | 16  | 5   | 15  | 2   | 4   | 1426 | 4   | 11  | 3   | 16  | 13  | 4   | 11  | 1   | 21  | 2   | 484    |
| 6    | Scott Dixon        | 7   | 1*  | 2   | 10  | 7   | 813  | 19  | 5   | 22  | 3   | 8*  | 22  | 6   | 19  | 1*  | 17  | 477    |
| 7    | Tony Kanaan        | 9   | 4   | 6   | 8   | 25  | 418  | 9   | 7   | 2   | 7   | 4   | 12  | 9   | 3   | 19  | 13  | 461    |
| 8    | Juan Pablo Montoya | 1   | 9   | 4   | 5   | 8   | 3317 | 3   | 20  | 7   | 20  | 20  | 11  | 8   | 9   | 13  | 3   | 433    |
| 9    | Charlie Kimball    | 10  | 12  | 11  | 9   | 5   | 516  | 8   | 16  | 6   | 10  | 11  | 8   | 15  | 6   | 6   | 9   | 433    |
| 10   | Carlos Muñoz       | 8   | 22  | 12  | 14  | 12  | 25   | 6   | 15  | 10  | 12  | 17  | 3   | 7   | 7   | 11  | 15  | 432    |
| 11   | Alexander Rossi RY | 12  | 14  | 20  | 15  | 10  | 111  | 10  | 12  | 15  | 6   | 16  | 14  | 20  | 11  | 8   | 5   | 430    |
| 12   | Ryan Hunter-Reay   | 3   | 10  | 18  | 11  | 9   | 24*3 | 7   | 3   | 4   | 22  | 12  | 18  | 3   | 13  | 14  | 4   | 428    |
| 13   | James Hinchcliffe  | 19  | 18  | 8   | 6   | 3   | 71   | 18  | 21  | 14  | 9   | 3   | 5   | 10  | 2*  | 18  | 12  | 416    |
| 14   | Sébastien Bourdais | 21  | 8   | 9   | 16  | 24  | 919  | 1   | 8   | 18  | 8   | 7   | 20  | 5   | 10  | 5   | 10  | 404    |
| 15   | Mikhail Aleshin    | 5   | 17  | 16  | 17  | 13  | 277  | 15  | 17  | 16  | 5   | 6   | 17* | 2*  | 16  | 22  | 11  | 347    |
| 16   | Marco Andretti     | 15  | 13  | 19  | 12  | 15  | 1314 | 16  | 9   | 12  | 14  | 10  | 13  | 12  | 12  | 12  | 8   | 339    |
| 17   | Takuma Satō        | 6   | 15  | 5   | 13  | 18  | 2612 | 11  | 10  | 17  | 11  | 5   | 9   | 22  | 20  | 17  | 14  | 320    |
| 18   | Conor Daly R       | 13  | 16  | 13  | 20  | 6   | 2924 | 2   | 6   | 21  | 21  | 15  | 6   | 16  | 21  | 4   | 21  | 313    |
| 19   | Max Chilton R      | 17  | 7   | 14  | 21  | 14  | 1522 | 21  | 22  | 20  | 19  | 18  | 16  | 13  | 15  | 10  | 16  | 267    |
| 20   | Jack Hawksworth    | 11  | 19  | 21  | 19  | 20  | 1631 | 22  | 19  | 11  | 15  | 21  | 21  | 14  | 17  | 16  | 18  | 229    |
| 21   | Spencer Pigot R    | 14  |     |     |     | 11  | 2529 | 17  | 18  | 9   |     | 19  | 7   |     |     | 15  | 22  | 165    |
| 22   | Gabby Chaves       |     |     |     |     | 17  | 2021 | 12  | 13  | 19  | 17  |     |     |     | 14  |     |     | 121    |
| 23   | J. R. Hildebrand   |     |     |     |     | 22  | 615  |     |     |     |     |     |     |     |     |     |     | 84     |
| 24   | Oriol Servià       | 18  |     |     |     |     | 1210 |     |     |     |     |     |     |     |     |     |     | 72     |
| 25   | Ed Carpenter       |     | 21  |     |     |     | 3120 |     |     |     | 18  |     |     | 21  | 18  |     |     | 67     |
| 26   | Luca Filippi       | 20  | 20  | 17  | 18  |     |      |     |     |     |     | 14  |     |     |     |     |     | 61     |
| 27   | Townsend Bell      |     |     |     |     |     | 214  |     |     |     |     |     |     |     |     |     |     | 55     |
| 28   | R. C. Enerson R    |     |     |     |     |     |      |     |     |     |     |     | 19  |     |     | 9   | 19  | 55     |
| 29   | Pippa Mann         |     |     |     |     |     | 1825 |     |     |     |     |     |     | 17  |     |     |     | 46     |
| 30   | Matthew Brabham R  |     |     |     |     | 16  | 2226 |     |     |     |     |     |     |     |     |     |     | 37     |
| 31   | Alex Tagliani      |     |     |     |     | 23  | 1733 |     |     |     |     |     |     |     |     |     |     | 35     |
| 32   | Sage Karam         |     |     |     |     |     | 3223 |     |     |     |     |     |     |     |     |     |     | 22     |
| 33   | Bryan Clauson      |     |     |     |     |     | 2328 |     |     |     |     |     |     |     |     |     |     | 21     |
| 34   | Stefan Wilson R    |     |     |     |     |     | 2830 |     |     |     |     |     |     |     |     |     |     | 14     |
| 35   | Buddy Lazier       |     |     |     |     |     | 3032 |     |     |     |     |     |     |     |     |     |     | 12     |
| Pos. | Piloto             | STP | PHX | LBH | ALA | IGP | INDY | DET | DET | ROA | IOW | TOR | MDO | POC | TEX | WGL | SNM | Puntos |

| Color   | Resultado                    |
| ------- | ---------------------------- |
| Oro     | Ganador                      |
| Plata   | 2.º lugar                    |
| Bronce  | 3.er lugar                   |
| Verde   | 4.º y 5.º lugar (top 5)      |
| Celeste | 6.º a 10.º lugar (top 10)    |
| Azul    | Finalizó (afuera del top 10) |
| Violeta | No terminó                   |
| Rojo    | DNQ - No se clasificó        |
| Marrón  | Wth - Retirado               |
| Negro   | DSQ - Descalificado          |
| Blanco  | DNS - No empezó              |
| Blanco  | C - Carrera cancelada        |

| Estado  | Resultado                                |
| ------- | ---------------------------------------- |
| Negrita | Pole position                            |
| Cursiva | Vuelta rápida                            |
| L       | Lideró al menos una vuelta de la carrera |
| *       | Quien lideró más vueltas en la carrera   |
| RY      | Novato del Año                           |
| R       | Novato                                   |

Los puntos se otorgados a los pilotos bajo el siguiente criterio:
| Posición                                              | 1   | 2  | 3  | 4  | 5  | 6  | 7  | 8  | 9  | 10 | 11 | 12 | 13 | 14 | 15 | 16 | 17 | 18 | 19 | 20 | 21 | 22 | 23 | 24 | 25 | 26 | 27 | 28 | 29 | 30 | 31 | 32 | 33 |
| ----------------------------------------------------- | --- | -- | -- | -- | -- | -- | -- | -- | -- | -- | -- | -- | -- | -- | -- | -- | -- | -- | -- | -- | -- | -- | -- | -- | -- | -- | -- | -- | -- | -- | -- | -- | -- |
| 500 Millas de Indianápolis y la fecha final en Sonoma | 100 | 80 | 70 | 64 | 60 | 56 | 52 | 48 | 44 | 40 | 38 | 36 | 34 | 32 | 30 | 28 | 26 | 24 | 22 | 20 | 18 | 16 | 14 | 12 | 10 | 10 | 10 | 10 | 10 | 10 | 10 | 10 | 10 |
| Clasificación de las 500 Millas de Indianápolis       | 42  | 40 | 38 | 36 | 34 | 32 | 30 | 28 | 26 | 24 | 23 | 22 | 21 | 20 | 19 | 18 | 17 | 16 | 15 | 14 | 13 | 12 | 11 | 10 | 9  | 8  | 7  | 6  | 5  | 4  | 3  | 2  | 1  |
| Resto de la temporada                                 | 50  | 40 | 35 | 32 | 30 | 28 | 26 | 24 | 22 | 20 | 19 | 18 | 17 | 16 | 15 | 14 | 13 | 12 | 11 | 10 | 9  | 8  | 7  | 6  | 5  | 5  | 5  | 5  | 5  | 5  | 5  | 5  | 5  |

- Un punto para el campeonato es otorgado para cualquier piloto que lidera, al menos, una vuelta de carrera. Dos puntos para el campeonatos se los lleva el piloto que lidera la mayor cantidad de vueltas durante la carrera.
- En todas las carreras, excepto en las 500 Millas de Indianápolis, el ganador de pole position lográ un punto.
- Si llegan a estar empatados por puntos, el desempate se determinará por número de victorias, seguido de segundo puestos, tercero etc., luego por número de pole positions, seguido por cantidad de veces que clasificaron segundo, etc.

### Campeonato de motoristas
| Pos | Marca     | STP  | PHX  | LBH  | ALA  | IGP  | INDY | DET  | DET  | ROA  | IOW  | TOR  | MDO | POC  | TEX  | WGL  | SNM | Bonus | Penalizaciones | Puntos |
| --- | --------- | ---- | ---- | ---- | ---- | ---- | ---- | ---- | ---- | ---- | ---- | ---- | --- | ---- | ---- | ---- | --- | ----- | -------------- | ------ |
| 1   | Chevrolet | 1    | 1    | 1    | 1    | 1    | 3    | 1    | 1    | 1    | 1    | 1    | 1   | 1    | 3    | 1    |     | –     | –              | 1763   |
| 1   | Chevrolet | 2    | 2    | 2    | 3    | 2    | 4    | 3    | 2    | 2    | 2    | 2    | 2   | 4    | 4    | 2    |     | –     | –              | 1763   |
| 1   | Chevrolet | 4    | 3    | 3    | 4    | 5    | 5    | 5    | 4    | 5    | 3    | 4    | 7   | 5    | 5    | 3    |     | –     | –              | 1763   |
| 1   | Chevrolet | 125* | 128* | 128* | 120* | 123* | 194  | 118* | 125* | 123* | 128* | 125* | 117 | 112  | 97   | 128* |     | –     | –              | 1763   |
| 2   | Honda     | 3    | 5    | 5    | 2    | 3    | 1    | 2    | 3    | 3    | 5    | 3    | 3   | 2    | 1    | 4    |     | –     | –              | 1493   |
| 2   | Honda     | 5    | 10   | 8    | 6    | 4    | 2    | 4    | 6    | 4    | 6    | 5    | 4   | 3    | 2    | 8    |     | –     | –              | 1493   |
| 2   | Honda     | 6    | 13   | 12   | 11   | 6    | 7    | 6    | 9    | 10   | 9    | 6    | 5   | 7    | 7    | 9    |     | –     | –              | 1493   |
| 2   | Honda     | 93   | 67   | 72   | 87   | 95   | 234* | 100  | 85   | 87   | 80   | 93   | 99* | 104* | 119* | 78   |     | –     | –              | 1493   |

- Los tres primeros pilotos de cada marca en cada carrera y/o en las clasificatorias se le otorgará un punto para su respectivo fabricante de motores, a condición de que estén usando una de sus cuatro motores asignados.
- Dos puntos adicionales se otorgan a los fabricantes si uno de sus participantes lleva mayor cantidad de vueltas de una carrera.
- En todas las carreras excepto la 500 Millas de Indianapolis, el fabricante que califique en la pole gana un punto.
- Los fabricantes obtendrán diez puntos para cada motor que alcance el umbral si se da un cambio de posiciones durante las salidas de 2500 millas que se recorrerán en promedio de cada competencia. Los fabricantes pueden perder veinte puntos para cada motor si no alcanzan dicho ciclo, o para una reparación no menor que requiere un cambio de componentes.
- La repartición de los puntos se particiona por el número de victorias, seguido por el número de 2° lugares, 3° lugares, etc, y luego por el número de posiciones de en cuanto al número de poles, seguido por el número de veces haber calificado en segundo lugar, etc.